# Seize the Day (Marie Lindberg)
Seize the Day è il secondo singolo della cantante svedese Marie Lindberg, pubblicato in formato digitale il 19 dicembre 2007 su etichetta discografica Bolero Records e incluso nell'album di debutto della cantante, Trying to Recall.

## Tracce
Download digitale
1. Seize the Day – 3:56